# Route 358 (Nouvelle-Écosse)
Pour les articles homonymes, voir Route 358.
La route 358 est une route secondaire de la Nouvelle-Écosse d'orientation sud-nord située dans le sud-ouest de la province, au nord-est de Kentville. Elle est une route faiblement empruntée. De plus, elle mesure 30 kilomètres, et est une route asphaltée sur l'entièreté de son tracé.

## Tracé
La route 358 débute à Greenwich, 4 kilomètres à l'ouest de Wolfville, sur la route 1. Elle se dirige vers le nord pour 10 kilomètres, traversant le village de Canard et croisant la route 341. Elle traverse ensuite Canning, où elle croise la route 221. Elle se dirige ensuite vers le nord pour 20 kilomètres, traversant la péninsule Blomidon. Elle se termine à Scots Bay alors qu'elle croise les routes Rogers et Cape Split.

## Communautés traversées

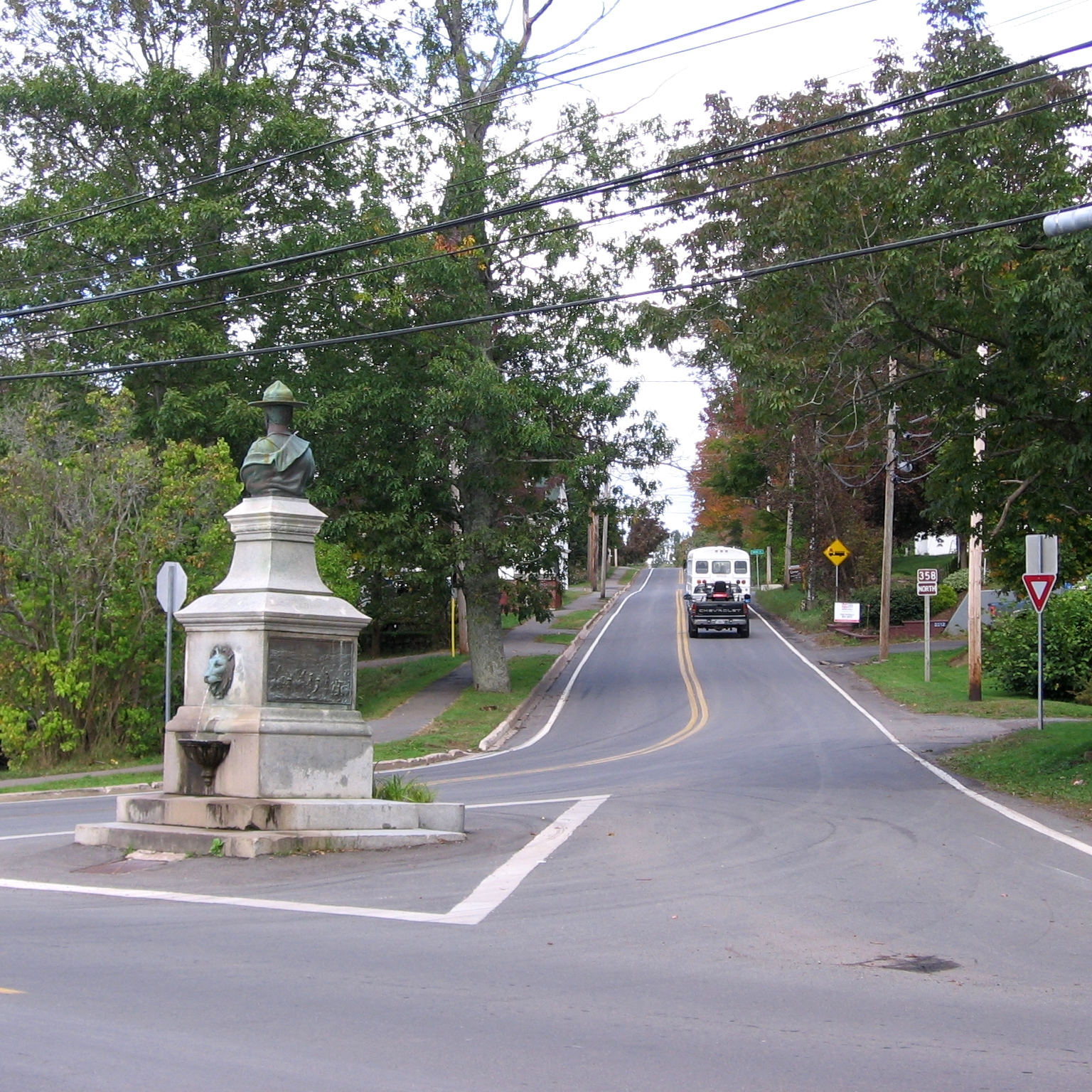
La route 358 alors qu'elle croise la route 221 à Canning.

1. Greenwich
2. Port Williams
3. Church Street
4. Canard
5. Hilaton
6. Canning
7. Norths Corner
8. Arlington
9. The Lookoff
10. Scots Bay Road
11. South Scots Bay
12. Scots Bay